# Киевка (Болотнинский район)
Киевка — деревня в Болотнинском районе Новосибирской области России. Входит в состав Егоровского сельсовета.

## География
Площадь деревни — 119 гектар

## История
Основана в 1906 г. В 1926 году посёлок Киевский состоял из 79 хозяйств, основное население — украинцы. В административном отношении являлся центром Киевского сельсовета Болотнинского района Томского округа Сибирского края.

## Население
| 2002 | 2007 | 2010 |
| ---- | ---- | ---- |
| 154  | ↗158 | ↘150 |

## Инфраструктура
В деревне по данным на 2007 год отсутствует социальная инфраструктура. С самого основания деревни инфраструктура отсутствовала. Школа, детский сад, медицинский пункт находились в селе Егоровка.